# Kaveh Rezaei
Kaveh Rezaei (Perzisch: کاوه رضایی) (Eslamabad-e Gharb, 5 april 1992) is een Iraans voetballer die bij voorkeur als aanvaller speelt. Hij tekende in 2018 bij Club Brugge. In 2015 debuteerde Rezaei voor Iran.

## Clubcarrière
Rezaei speelde in Iran voor Foolad FC, Saipa, Zob Ahan en Esteghlal. Op 14 juni 2017 tekende hij een contract voor twee seizoenen bij Sporting Charleroi, met optie op twee extra jaren. Op 29 juni 2017 debuteerde de Iraans international in de Jupiler Pro League tegen KV Kortrijk. Hij viel na 85 minuten in voor Chris Bedia. Op 26 augustus 2017 scoorde hij tweemaal in de thuiswedstrijd tegen Zulte Waregem. Rezaei klokte in zijn debuutseizoen bij Charleroi af op zestien doelpunten. Nadat hij het seizoen 2018/19 startte met drie goals in vier wedstrijden werd hij op 22 augustus 2018 voor vijf miljoen euro verkocht aan Club Brugge. Hij tekende een contract voor vier seizoenen bij blauw-zwart.
Vier dagen na zijn transfer debuteerde de Iraans international voor Club Brugge in de topper tegen RSC Anderlecht. Hij kreeg meteen een basisplaats en werd in de slotfase vervangen voor Loïs Openda. Op 31 augustus 2018 maakte hij zijn eerste doelpunt voor Club Brugge op het veld van Zulte Waregem. Het zou dat seizoen bij dat ene doelpunt blijven: door een heupblessure die hij in het begin van het seizoen opliep kon Rezaei zich nooit echt doorzetten in zijn eerste seizoen voor Club Brugge. Op 27 augustus 2019 werd hij voor één seizoen uitgeleend aan zijn ex-club Charleroi. Daar vond hij met 14 goals in 25 wedstrijden in alle competities opnieuw zijn torinstinct, waarop Club Brugge hem een seizoen extra uitleende aan Charleroi.

## Clubstatistieken
| Seizoen | Club                 | Land            | Competitie              | Competitie | Competitie | Beker | Beker | Internationaal | Internationaal | Totaal | Totaal |
| Seizoen | Club                 | Land            | Competitie              | Wed.       | Dlp.       | Wed.  | Dlp.  | Wed.           | Dlp.           | Wed.   | Dlp.   |
| ------- | -------------------- | --------------- | ----------------------- | ---------- | ---------- | ----- | ----- | -------------- | -------------- | ------ | ------ |
| 2009/10 | Foolad FC            | Vlag van Iran   | Persian Gulf Pro League | 7          | 0          | 1     | 0     | —              | —              | 8      | 0      |
| 2010/11 | Foolad FC            | Vlag van Iran   | Persian Gulf Pro League | 14         | 1          | 1     | 0     | —              | —              | 15     | 1      |
| 2011/12 | Foolad FC            | Vlag van Iran   | Persian Gulf Pro League | 12         | 0          | 0     | 0     | —              | —              | 12     | 0      |
| 2012/13 | Saipa FC             | Vlag van Iran   | Persian Gulf Pro League | 33         | 5          | 0     | 0     | —              | —              | 33     | 5      |
| 2013/14 | Saipa FC             | Vlag van Iran   | Persian Gulf Pro League | 25         | 6          | 1     | 0     | —              | —              | 26     | 6      |
| 2014/15 | Saipa FC             | Vlag van Iran   | Persian Gulf Pro League | 11         | 1          | 2     | 1     | —              | —              | 13     | 2      |
| 2014/15 | Zob Ahan FC          | Vlag van Iran   | Persian Gulf Pro League | 10         | 5          | 1     | 1     | —              | —              | 11     | 6      |
| 2015/16 | Zob Ahan FC          | Vlag van Iran   | Persian Gulf Pro League | 24         | 6          | 3     | 0     | 7              | 2              | 34     | 8      |
| 2016/17 | Esteghlal FC         | Vlag van Iran   | Persian Gulf Pro League | 28         | 7          | 3     | 0     | 9              | 6              | 40     | 13     |
| 2017/18 | Sporting Charleroi   | Vlag van België | Jupiler Pro League      | 39         | 16         | 2     | 0     | —              | —              | 41     | 16     |
| 2018/19 | Sporting Charleroi   | Vlag van België | Jupiler Pro League      | 4          | 3          | 0     | 0     | —              | —              | 4      | 3      |
| 2018/19 | Club Brugge          | Vlag van België | Jupiler Pro League      | 11         | 1          | 0     | 0     | 2              | 0              | 13     | 1      |
| 2019/20 | Club Brugge          | Vlag van België | Jupiler Pro League      | 0          | 0          | 0     | 0     | 1              | 0              | 1      | 0      |
| 2019/20 | → Sporting Charleroi | Vlag van België | Jupiler Pro League      | 22         | 12         | 3     | 2     | —              | —              | 25     | 14     |
| 2020/21 | → Sporting Charleroi | Vlag van België | Jupiler Pro League      | 24         | 7          | 2     | 0     | 2              | 1              | 28     | 8      |
| 2021/22 | OH Leuven            | Vlag van België | Jupiler Pro League      | 13         | 0          | 1     | 0     | —              | —              | 14     | 0      |
| 2022/23 | Tractor SC           | Vlag van Iran   | Persian Gulf Pro League | 2          | 0          | 0     | 0     | —              | —              | 2      | 0      |
| Totaal  | Totaal               | Totaal          | Totaal                  | 279        | 68         | 18    | 4     | 19             | 8              | 296    | 80     |

## Interlandcarrière
Op 8 september 2016 debuteerde Rezaei als Iraans international in de WK-kwalificatiewedstrijd tegen India. Zijn eerste interlanddoelpunt maakte hij op 17 maart 2018 in de vriendschappelijke interland tegen Sierra Leone. Rezaei maakte deel uit van de Iraanse voorselectie voor het WK 2018, maar bondscoach Carlos Queiroz selecteerde hem uiteindelijk niet.